# بمبديون أمريكي
بمبديون أمريكي (الاسم العلمي: Bembidion americanum) هو نوع من الحشرات يتبع جنس البمبديون من فصيلة الخنافس الأرضية.